# Ententest

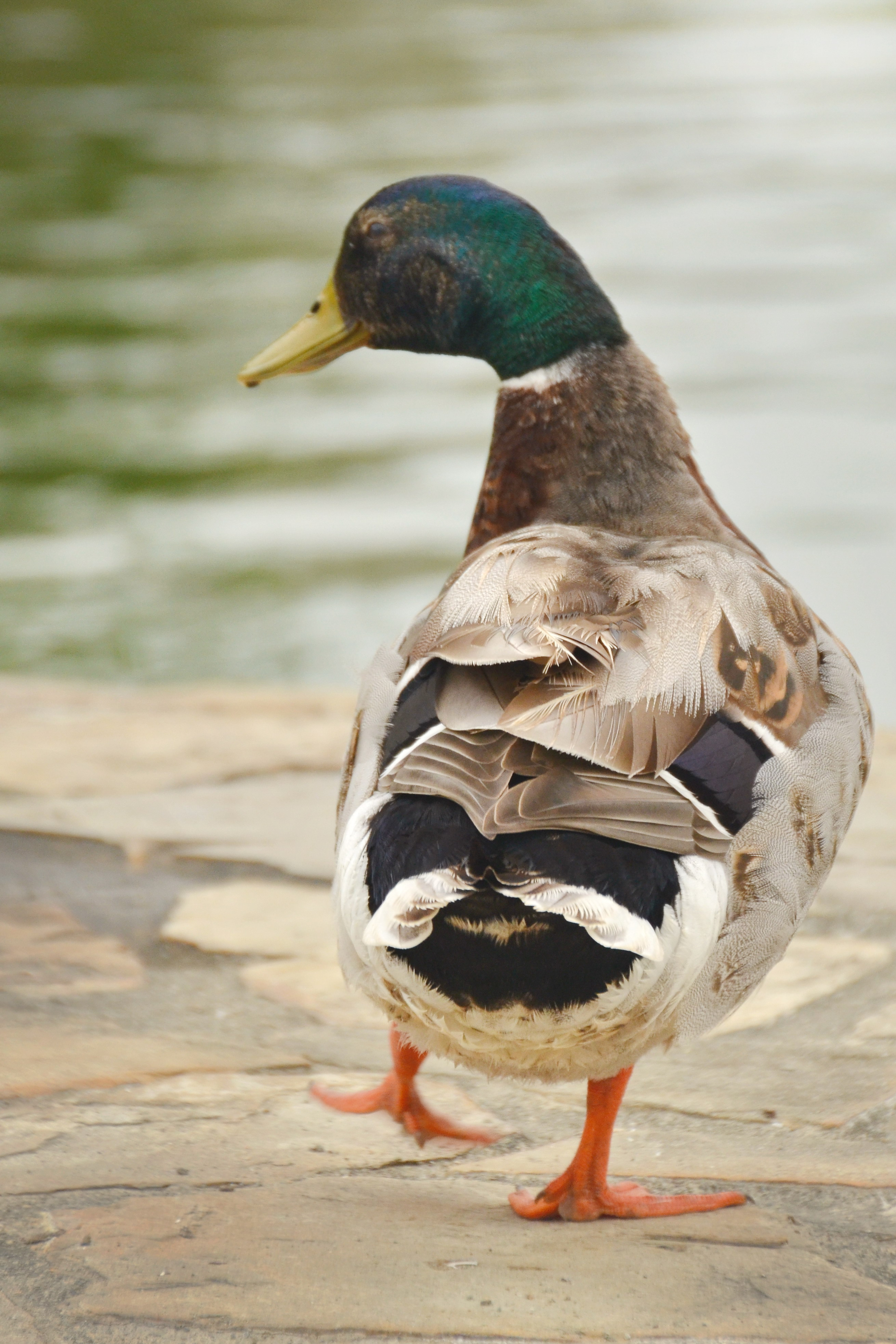
Sieht aus wie eine Ente, läuft wie eine Ente …

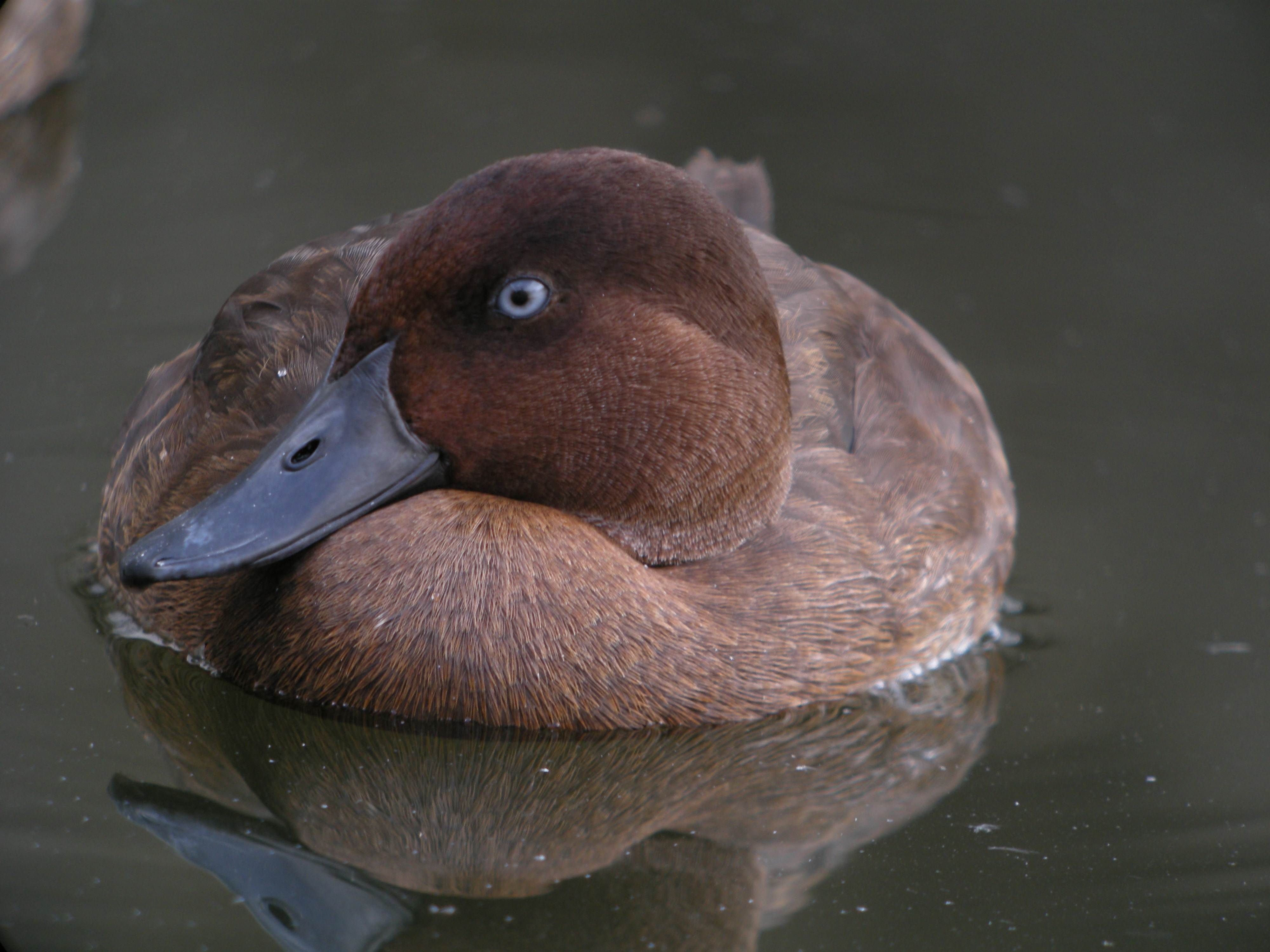
… schwimmt wie eine Ente, quakt wie eine Ente: Das ist vermutlich eine Ente.

Ententest (englisch duck test) beschreibt eine Methode einer analogen Begriffsbestimmung, die Natur eines bestimmten Phänomens nur anhand seiner von außerhalb sichtbaren Verhaltensweisen und Eigenschaften zu verstehen und zu analysieren. Das Prinzip der Methode lautet: „Wenn es aussieht wie eine Ente, schwimmt wie eine Ente und quakt wie eine Ente, dann ist es wahrscheinlich eine Ente.“

## Begriffsentstehung
Der Dichter James Whitcomb Riley hat der dem Begriff zugrunde liegenden Metaphorik einen Aphorismus gewidmet:

“When I see a bird that walks like a duck and swims like a duck and quacks like a duck, I call that bird a duck.”

„Wenn ich einen Vogel sehe, der wie eine Ente geht und wie eine Ente schwimmt und wie eine Ente quakt, nenne ich diesen Vogel eine Ente.“

Die ursprüngliche Herkunft dieser Phrase ist jedoch umstritten.

## Begriffsverwendung

### Außenpolitik der USA
Der Begriff ist vermutlich 1950 während des Kalten Krieges durch Richard Patterson (1886–1966) in den USA zum politischen Schlagwort geworden. Patterson war der US-amerikanische Botschafter in Guatemala während der Regierung von Jacobo Árbenz Guzmán. Er erklärte seine Bewertung, dass die Regierung kommunistisch sei, wie folgt:

“Suppose you see a bird walking around in a farm yard. This bird has no label that says ‘duck’. But the bird certainly looks like a duck. Also, he goes to the pond and you notice that he swims like a duck. Then he opens his beak and quacks like a duck. Well, by this time you have probably reached the conclusion that the bird is a duck, whether he’s wearing a label or not.”

„Nehmen Sie an, Sie sehen einen Vogel auf einem Bauernhof herumwatscheln. Dieser Vogel hat kein Schild, auf dem ‚Ente‘ steht. Doch dieser Vogel sieht eindeutig aus wie eine Ente. Als er zum Teich geht, stellen Sie auch fest, dass er schwimmt wie eine Ente. Dann öffnet er seinen Schnabel und quakt wie eine Ente. Nun, zu diesem Zeitpunkt sind Sie wahrscheinlich zu dem Schluss gekommen, dass der Vogel eine Ente ist, unabhängig davon, ob er beschriftet ist oder nicht.“

Für Patterson und einige andere US-amerikanische Offizielle sah es danach aus, als würde Arbenz’ Regierung durch kommunistische Machenschaften die Verfassung unterlaufen. Die US-amerikanischen Politiker mussten nicht lange überzeugt werden zu glauben, dass das Regime von Arbenz kommunistischer Natur sei, und überprüfen, ob tatsächlich ein kommunistisches Regime existiere, das die Agrarreform vorantreibe, da eine solche Reform auch bei Mao Zedongs Revolution in China 1949 eine leitende Rolle spielte. Die CIA wurde durch den Präsidenten Dwight D. Eisenhower dazu autorisiert, mit der Operation PBSUCCESS die Regierung Guatemalas zu stürzen.

### Wissenschaftstheorie
Der Begriff Ententest wird lediglich dazu genutzt, um den Prozess der Attribution (Zuschreibung) einer unbekannten Identität basierend auf ihren sichtbaren Erscheinungen zu beschreiben. Diese Zuschreibungen beruhen auf den subjektiven Erfahrungen der jeweiligen Person und sind nur begrenzt für wissenschaftliche Zwecke geeignet.

### Programmierung
Duck-Typing ist ein Konzept der objektorientierten Programmierung, bei dem der Typ eines Objektes nicht durch seine Klasse beschrieben wird, sondern durch das Vorhandensein bestimmter Methoden oder Attribute.

## Belege
1. ↑  Richard H. Immerman: The CIA in Guatemala: The Foreign Policy of Intervention. University of Texas Press, Austin (Texas) 1982, S. 102.